# Ori Orr

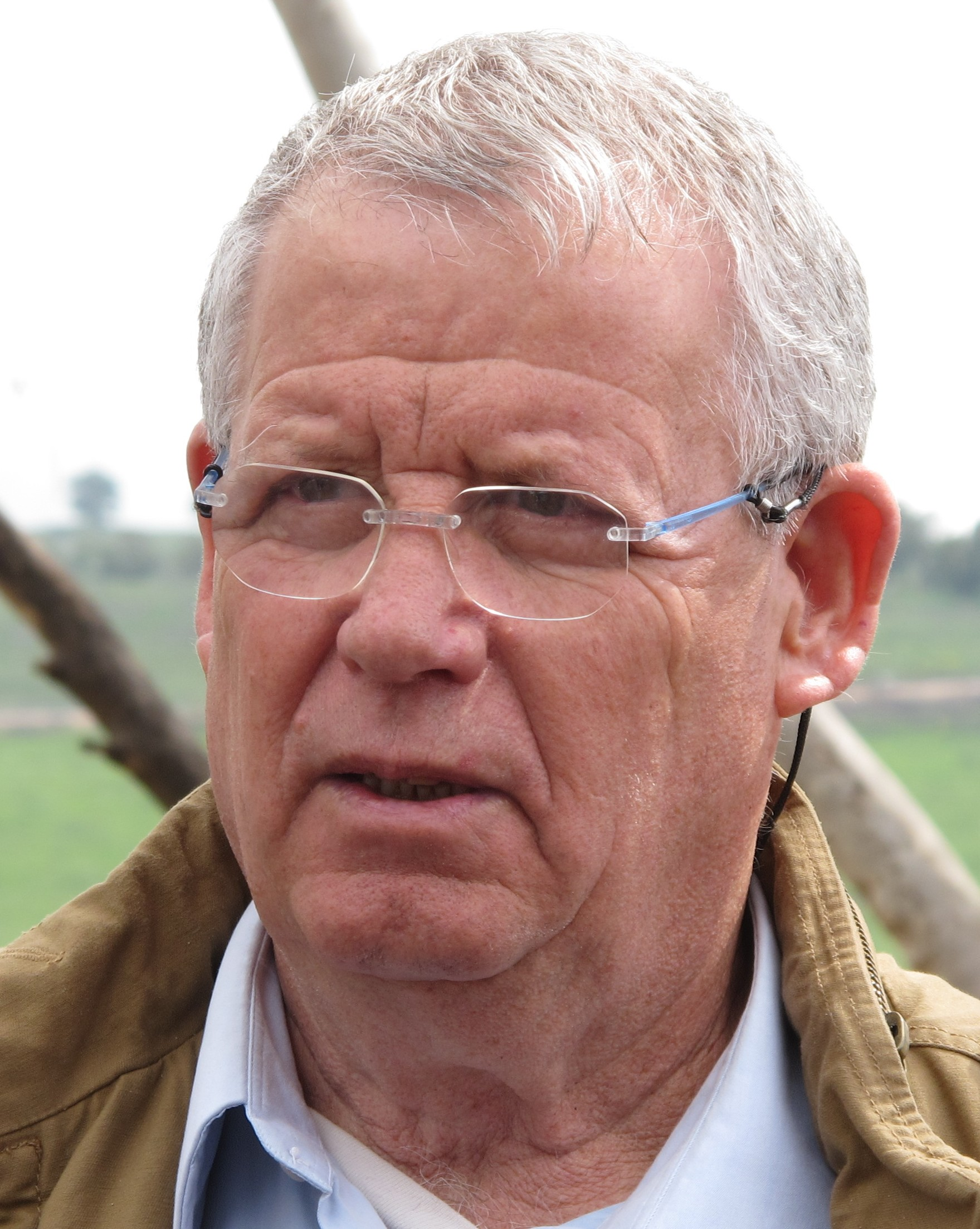
Ori Orr (2013)

Ori Orr (hebräisch אוֹרי אוֹר, *  22. April 1939 in Kfar Haim, Völkerbundsmandat für Palästina) ist ein ehemaliger israelischer General und Politiker.

## Leben
Der Absolvent des Neuen Gymnasiums in Tel Aviv. wurde 1957 in die Israelischen Streitkräften eingezogen und diente dort 30 Jahre lang, z. B. im Nord- und im Zentralkommando. Sein letzter Rang war der eines Generalmajors (Aluf). Orr war in der 13. Legislaturperiode bzw. im 26. Regierungskabinett vom 27. November 1995 bis zum 18. Juni 1996 stellvertretender Verteidigungsminister.
2004 erhielt er den Yitzhak-Sadeh-Preis.